# Qui plora pels déus?
"Qui plora pels déus?" (títol original en anglès "Who Mourns for Adonais?") és el segon episodi de la segona temporada de la sèrie de televisió de ciència-ficció estatunidenca Star Trek. Escrit per Gilbert Ralston i Gene L. Coon, i dirigit per Marc Daniels, es va emetre per primera vegada el 22 de setembre de 1967.
El títol original en anglès es troba a la línia 415 de l'elegia de 1821 Adonais de Percy Bysshe Shelley i aproximadament significa "qui plora pels déus?".
A l'episodi, la tripulació de l' Enterprise es manté captiva pel déu grec Apol·lo.

## Argument
Apareix un camp d'energia enorme amb la forma d'una mà verda brillant i agafa l'USS Enterprise, aturant el seu moviment. El capità James T. Kirk intenta alliberar el vaixell, però no ho aconsegueix. Una aparició humanoide apareix a la pantalla del pont i s'adreça a la tripulació del vaixell. Kirk demana que la nau sigui alliberada, però l'ésser respon estrenyent la seva agafada, amenaçant d'aixafar la nau fins que Kirk accepti la demanda de l'ésser que la tripulació de la nau sigui transportat cap al planeta de sota.
Kirk dirigeix un grup de desembarcament que inclou la tinent Carolyn Palamas (Leslie Parrish), les especialitats de la qual inclouen la mitologia grega. L'equip arriba al que sembla ser un temple grec antic, on es troben amb l'humanoide que s'identifica com el déu Apol·lo (Michael Forest). Informa a la part que no els permetrà sortir i fa que els seus comunicadors i transportadors no funcionin. Indica que espera que la tripulació de l' Enterprise l'adori com ho feien els seus avantpassats i, a canvi, promet satisfer totes les seves necessitats i desitjos. Kirk es nega.
L'atenció de l'Apol·lo es desplaça cap a Carolyn, enfadant el senyor Scott, que s'avança per defensar-la dels avenços d'Apol·lo. Apol·lo destrueix el seu faser i anuncia que prendrà Carolyn com a consort. Després de mostrar el seu poder, Apol·lo sembla cansat i desapareix juntament amb Carolyn.
Kirk i McCoy especulen que el seu captor era un d'un grup de poderosos extraterrestres que va visitar la Terra fa mil·lennis i es van convertir en objectes de culte als antics grecs. Chekov s'ha adonat de la fatiga d'Apol·lo, Kirk planeja provocar a Apol·lo per posar a prova els límits del seu poder i permetre que el grup de desembarcament el superi. Mentrestant, Carolyn s'assabenta que Apol·lo pertanyia a un grup de viatgers que subsisteixen de l'amor i el culte. Ell és l'últim de la seva espècie, els altres han mort al llarg dels eons.
El pla de Kirk per provocar l'Apol·lo es veu frustrat quan Carolyn intervé per protegir el grup d'aterratge. Apol·lo encarrega a Kirk que comenci a fer els arranjaments perquè la tripulació restant baixi al planeta. Kirk pren a Carolyn a part i li diu que ha de rebutjar Apol·lo per salvar-los a tots de l'esclavitud. Ella accepta de mala gana.
Mentrestant, el Sr. Spock localitza la font d'energia per al camp de força que sosté l' Enterprise, i troba una manera de comunicar-se i disparar fasers a través d'ell. Obligada a prioritzar la responsabilitat sobre el desig romàntic, una Carolyn, de cor trencat, menteix a desgrat i li diu a Apollo que el seu interès per ell és purament científic, comparant-lo amb una nova soca de bacteris. Els seus sentiments li fan mal, Apol·lo invoca una tempesta mentre Kirk ordena a Spock que dispari i destrueixi la font d'energia.
Derrotat, Apol·lo es dirigeix als seus companys déus, admetent que s'equivocava i demanant que s'uneixin a ells. S'esvaeix. La Carolyn està distreta. Kirk assenyala que els humans deuen el seu codi moral a la civilització i la mitologia gregues, i (juntament amb McCoy) lamenta haver de destruir Apol·lo.

## Doblatge al català
L’episodi va ser doblada al català pels estudis Tecni-3 (primera part) i Diálogo (segona part) i emés a TV3 l’any 1989.
| Personatge                | Actor/actriu     | Veu en català                      |
| ------------------------- | ---------------- | ---------------------------------- |
| James T. Kirk             | William Shatner  | Jordi Boixaderas                   |
| Spock                     | Leonard Nimoy    | Isidre Sola i Llop                 |
| Leonard McCoy             | DeForest Kelley  | Eduard Lluís Muntada               |
| Montgomery Scott 'Scotty' | James Doohan     | Joan Carles Gustems Domènec Farell |
| Nyota Uhura               | Nichelle Nichols | Glòria Roig Azucena Díaz           |
| Hikaru Sulu               | George Takei     | Jaume Nadal Enric Cusí             |
| Pavel Chekov              | Walter Koenig    | Quim Roca Pep Madern               |
| Apol·lo                   | Michael Forest   | Carles Sales                       |
| Tt. Carolyn Palamas       | Leslie Parrish   | Sílvia Vilarrasa                   |
| Tinent Kyle               | John Winston     | Jaume Costa                        |
| Almirall Komack           | Byron Morrow     | Jordi Vilaseca                     |
| Tinent Leslie             | Eddie Paskey     | Enric Isasi-Isasmendi              |

## Recepció
Zack Handlen de The A.V Club va donar a l'episodi una qualificació C+, assenyalant que de vegades era memorable, però "desfet per guió mandrós i diàlegs grollers".
El 2024, Hollywood.com va classificar aquest episodi al número 37 dels 79 episodis de la sèrie original.